# Mistris Lee

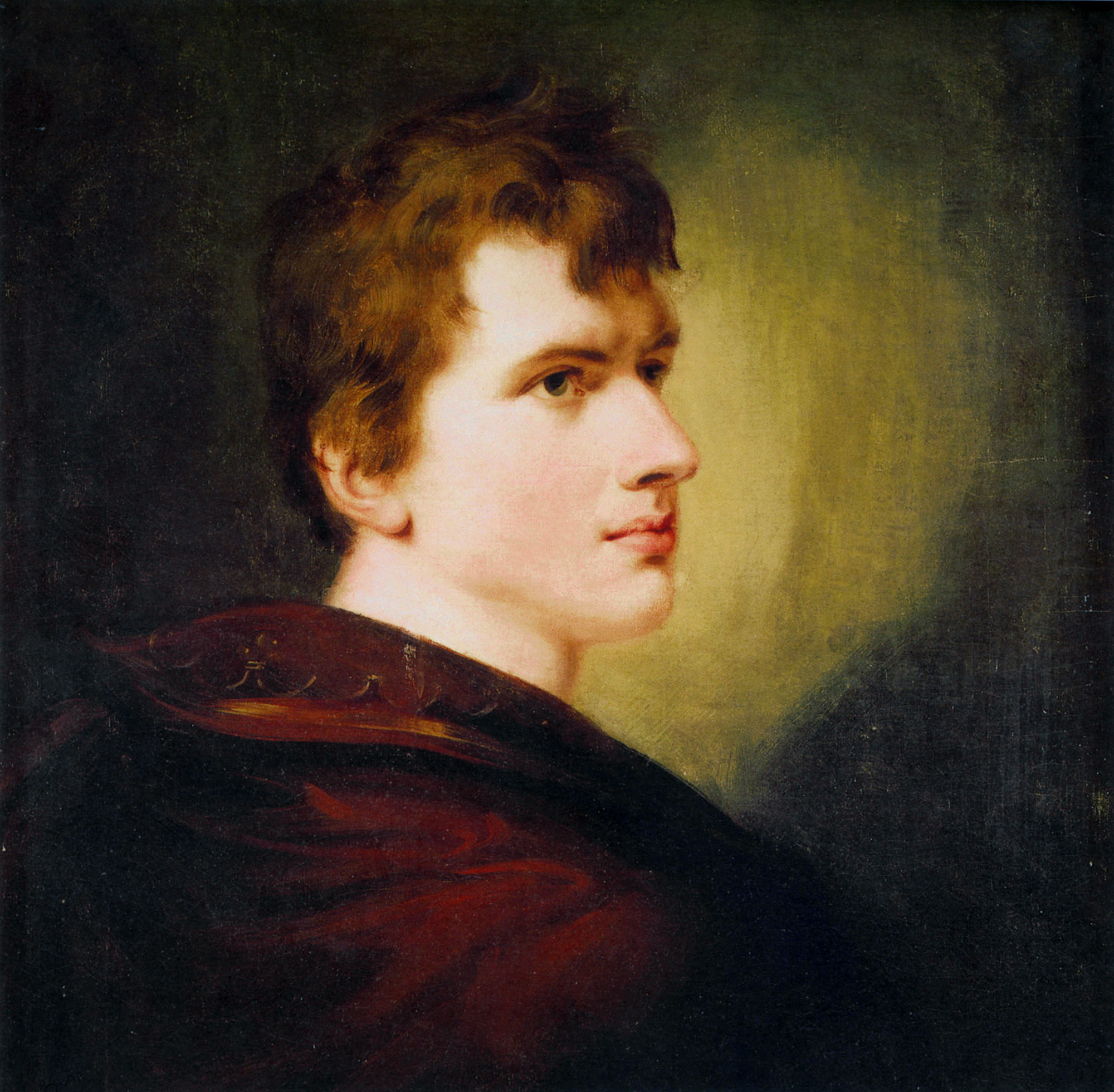
Achim von Arnim
(1781–1831)

Mistris Lee ist eine Erzählung von Achim von Arnim, die 1809 innerhalb der Sammlung „Der Wintergarten“ in der Realschulbuchhandlung Berlin erschien.

## Inhalt
Die schöne junge Mistris Lee trennt sich nach dreijähriger kinderloser Ehe ohne Scheidung von ihrem Gatten und lebt fortan in London ein paar Häuser weiter. Der alte Herr Lee unterstützt finanziell großzügig den neuen Haushalt seiner Gattin. Mistris Lee wird von einem Mädchen und einem Diener umsorgt. Zusammen aufgewachsen mit den Brüdern Laudon und Lockhart, hatte Mistris Lee seit Kindertagen eigentlich schon immer Lockhart geliebt. Die Liebe zu Laudon hatte sie dann als Jugendliche – von der Ungeschliffenheit des Jägers Lockhart irritiert – nur gespielt.
Laudon hatte in Westindien jahrelang als Offizier gedient und kehrt nach London zurück. Der mittlerweile 23-Jährige nimmt die alte, gespielte Zuneigung der jungen Frau für bare Münze und betet sie an. Spielerisch geht Mistris Lee auf einen Entführungsplan Laudons, der nach Wales führen soll, ein. Der gelegentlich unsichere Laudon sucht und findet während der Vorbereitung und Durchführung des Unternehmens Unterstützung bei seinem stets energischen Bruder. Als es ernst wird – die Kutsche mit den Brüdern fährt vor – zaudert Mistris Lee und verrät die Entführungsabsicht ihrem Dienstmädchen. Die beiden Bediensteten stellen sich den Entführern mutig entgegen, werden aber von Lockhart nach Jägerart mit der Waffe in Schach gehalten. Während der Flucht übernachten Mistris Lee und die Brüder in einem Gasthofe außerhalb von London. Mistris Lee fürchtet sich allein in ihrem Zimmer. Lockhart muss den Bruder mit Nachdruck überreden, der Geliebten über Nacht Gesellschaft zu leisten. Laudon schwängert Mistris Lee. Darauf geht die Frau zur Wirtin und eröffnet ihr, sie sei gewaltsam entführt worden. Die Brüder werden inhaftiert. Mistris Lee kehrt nach London zurück. Herr Lee ist hocherfreut. Seine Frau lebt wieder mit ihm zusammen und gebiert ihm neun Monate nach der Entführung ein Kind. Laudon und Lockhart werden nach Botanybay verbannt. Ihnen gelingt die Flucht auf eine Insel. Dort herrschen sie mit „furchtbarer Sittenstrenge“ über die Einheimischen.

## Rezeption
- Der Text gilt als Arnims erste eigene Prosa-Arbeit und beruht auf einem Londoner Prozess, den der Autor als Zuschauer besucht hat.[2] Fakten zu Arnims London-Aufenthalt finden sich bei Wingertszahn.
- Schulz[3] geht auf den Wintergarten (siehe oben) ein. Arnim habe darin ältere Texte anderer Autoren teilweise wörtlich übernommen. Mistris Lee aber sei in der Wintergartensammlung das einzige[4] eigene Werk.
- Ausgehend von der Durchleuchtung der drei erotischen Paarbildungen mit ein und derselben Frau untersucht der Luzerner Germanist Relationen zu familiären, beruflichen, politischen und sogar kosmischen Konstellationen auf das Genaueste.

### Ausgaben
- Gisela Henckmann (Hrsg.): Achim von Arnim: Erzählungen (Mistris Lee – Isabella von Ägypten, Kaiser Karl des Fünften erste Jugendliebe – Melück Maria Blainville, die Hausprophetin aus Arabien – Der tolle Invalide auf dem Fort Ratonneau – Die Majoratsherren – Owen Tudor – Raphael und seine Nachbarinnen). 384 Seiten. Reclams Universal-Bibliothek 1505, Stuttgart 1991, ISBN 978-3-15-001505-6

### Zitierte Textausgabe
- Achim von Arnim: Mistris Lee. S. 5–31 in Konrad Kratzsch (Hrsg.): Achim von Arnim: Erzählungen. 635 Seiten. Aufbau-Verlag Berlin und Weimar 1968 (1. Aufl.)